# Organización territorial de la República Democrática del Congo

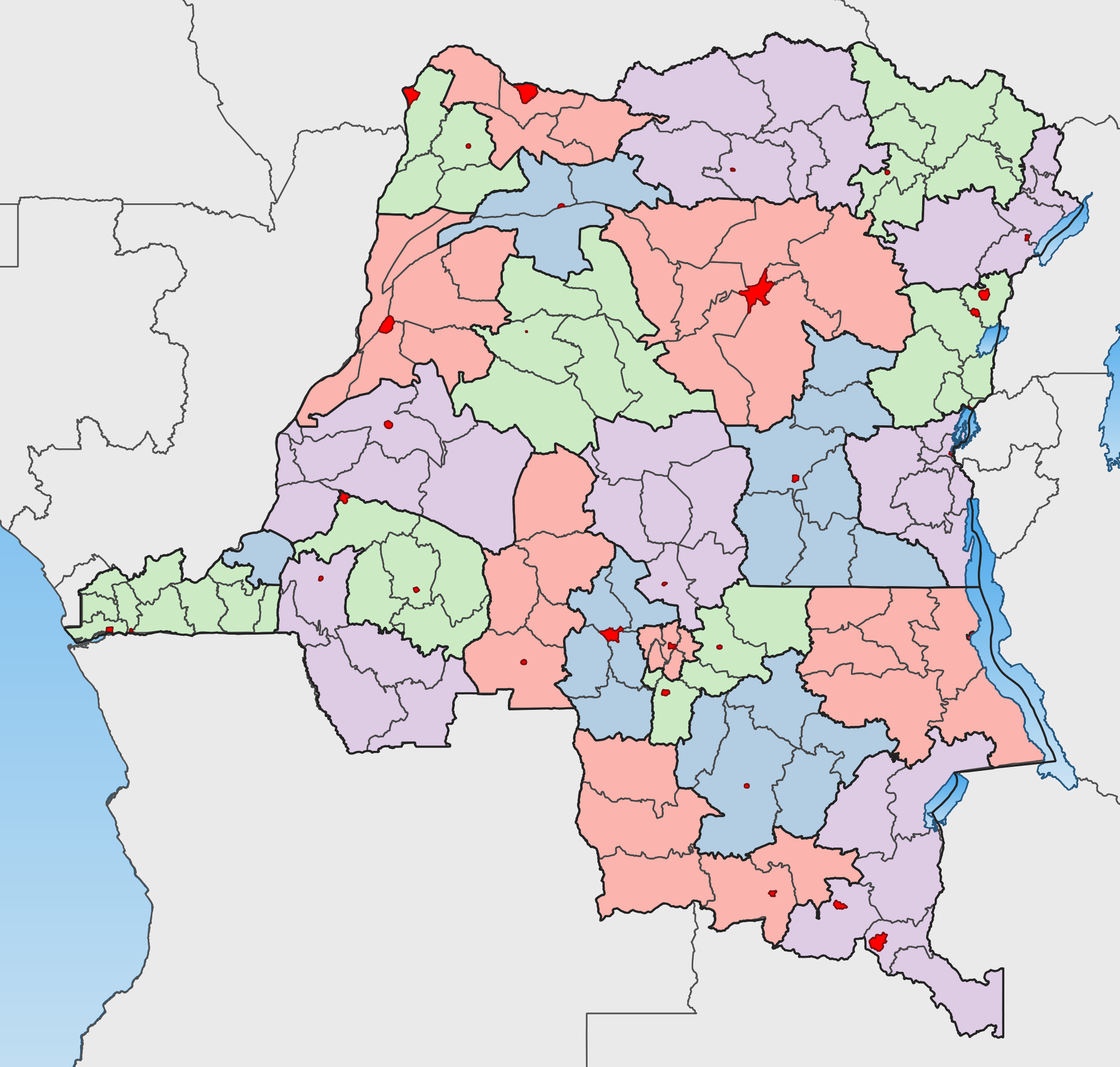
Provincias, territorios, y ciudades de la RD del Congo (2018).

La tercera República Democrática del Congo es un Estado unitario con una jerarquía de cinco niveles de división administrativa. Existen nueve tipos diferentes de subdivisión del país en una nueva jerarquía. Bajo la tercera República, establecida en 2006, el número de provincias ha aumentado de diez a veinticinco. El número de localidades que han sido o están en proceso de ser convertidas en ciudades también ha aumentado considerablemente.
Las reformas para delegar competencias a las provincias se completaron en 2006, pero la descentralización a niveles más locales se ha retrasado nuevamente debido a que no se celebraron las elecciones programadas para 2019. La autoridad tradicional sigue desempeñando un papel importante en la gobernanza, con líderes tradicionales al frente de muchas de las subdivisiones en los niveles inferiores.

## Jerarquía administrativa
La Constitución divide el país en Kinsasa, su capital, y 25 provincias. También otorga a la capital el estatus de provincia. La jerarquía de los tipos de división administrativa en la provincia, según lo establecido en otras leyes orgánicas, es la siguiente:
- Provincia (province)
  - Territorio (territoire)
    - Sector o jefatura (secteur o chefferie)
      - Agrupamiento (groupement)
        - Aldea (village)

    - Comunas (commune)
      - Cuadrante (quartier)
      - Agrupación incorporada (groupement incorporé)
        - Aldea (village)

  - Ciudad (ville)
    - Comuna (commune)
      - Cuadrante (quartier)
      - Agrupación incorporada (groupement incorporé)
        - Aldea (village)

Así, una provincia se divide en territorios y ciudades; un territorio en sectores, jefaturas y comunas; un sector o jefatura en agrupaciones, y así sucesivamente.

### Observaciones
- Kinsasa tiene la categoría de provincia, pero las subdivisiones de una ciudad. A menudo se la denomina ciudad-provincia y, en muchos contextos, se considera la 26.ª provincia.
- El distrito y la ciudad, que anteriormente eran divisiones de una provincia y un territorio respectivamente, han sido abolidos. La ciudad ha sido sustituida por la comuna.
- En el Congo, una comuna puede ser ahora una subdivisión urbana de una ciudad, un pueblo rural o, en algunos casos, una zona mayoritariamente rural anexa a una ciudad.
- El término más antiguo, colectividad (del francés, "colectivité"), se utiliza a veces por conveniencia para referirse tanto a un sector como a una jefatura.
- Algunas colectividades no son una extensión de tierra contigua, sino que están formadas por más de una zona inconexa.
- La agrupación (de aldeas) y, a un nivel superior, la jefatura son subdivisiones dirigidas por líderes consuetudinarios de sistemas políticos tradicionales. Una agrupación integrada es una agrupación que ha sido absorbida por una comuna.
- Un barrio tiene divisiones, pero estas no están establecidas por ley orgánica.
- Existen zonas deshabitadas que no forman parte de ninguna subdivisión por debajo de un territorio.

### Número de subdivisiones
| Nivel | Total    | Composición                                |
| ----- | -------- | ------------------------------------------ |
| 1º    | 26       | 25 provincias + Kinsasa                    |
| 2º    | 177      | 145 territorios + 33 ciudades − Kinsasa    |
| 3º    | 1,045    | 470 sectores + 264 jefaturas + 311 comunas |
| 4º    | 8,471    | 6,070 agrupaciones + 2,401 cuadrante       |
| 5º    | > 86,270 | ~86,270 aldeas + ? divisiones de cuadrante |

La tabla se basa en datos recopilados por la Comisión Electoral Nacional Independiente (CENI) como parte de la organización del ciclo electoral de 2018. El recuento de ciudades solo incluye aquellas con representación en las asambleas nacionales y provinciales, y no aquellas que se convirtieron en ciudades tras la organización de las elecciones. Así, por ejemplo, la nueva ciudad de Uvira no se contabiliza como ciudad, sino como comuna en la tabla. Esto, por supuesto, también afecta al recuento de subdivisiones urbanas, como comunas y barrios.

## Divisiones administrativas

### Provincias
Desde la independencia del país, la República Democrática del Congo estuvo tradicionalmente dividida en diez provincias. Estas eran de distinto tamaño e históricamente constituyeron en sí mismas focos de secesionismo en atención a la escasa fuerza del gobierno de Kinshasa de mantener el control en todo el país. Así, por ejemplo, en la década de 1960 el estado de Katanga proclamó su independencia, aunque dicha situación fue revertida con posterioridad.
La Constitución del 2005 estableció un cambio en la organización territorial del Congo, creando 25 provincias en reemplazo de las tradicionales 10. Estas, según el texto constitucional, deberían empezar a funcionar en febrero del año 2010.

Mapa mostrando las provincias que conforman la actual división administrativa de este país.

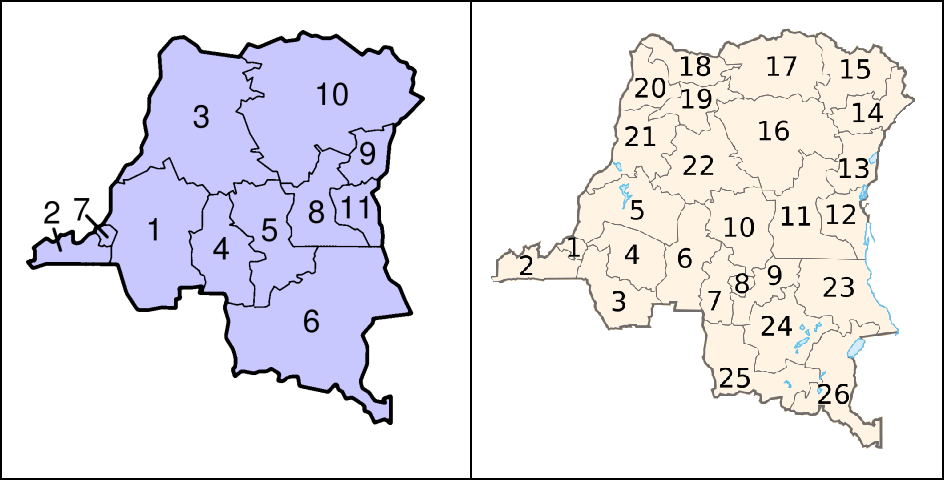
Comparación entre las antiguas y nuevas provincias.

| N.º | Nueva provincia  | Capital    | Antigua provincia |
| --- | ---------------- | ---------- | ----------------- |
| 1   | Kinsasa          | Kinsasa    | Sin cambios       |
| 2   | Congo Central    | Matadi     | Bajo Congo        |
| 3   | Kwango           | Kenge      | Bandundu          |
| 4   | Kwilu            | Kikwit     | Bandundu          |
| 5   | Mai-Ndombe       | Inongo     | Bandundu          |
| 6   | Kasai            | Luebo      | Kasai Occidental  |
| 7   | Kasai Central    | Kananga    | Kasai Occidental  |
| 8   | Kasai Oriental   | Mbuji-Mayi | Kasai Oriental    |
| 9   | Lomami           | Kabinda    | Kasai Oriental    |
| 10  | Sankuru          | Lodja      | Kasai Oriental    |
| 11  | Maniema          | Kindu      | Sin cambios       |
| 12  | Kivu del Sur     | Bukavu     | Sin cambios       |
| 13  | Kivu del Norte   | Goma       | Sin cambios       |
| 14  | Ituri            | Bunia      | Oriental          |
| 15  | Alto Uele        | Isiro      | Oriental          |
| 16  | Tshopo           | Kisangani  | Oriental          |
| 17  | Bajo Uele        | Buta       | Oriental          |
| 18  | Ubangi del Norte | Gbadolite  | Ecuador           |
| 19  | Mongala          | Lisala     | Ecuador           |
| 20  | Ubangi del Sur   | Gemena     | Ecuador           |
| 21  | Ecuador          | Mbandaka   | Ecuador           |
| 22  | Tshuapa          | Boende     | Ecuador           |
| 23  | Tanganica        | Kalemie    | Katanga           |
| 24  | Alto Lomami      | Kamina     | Katanga           |
| 25  | Lualaba          | Kolwezi    | Katanga           |
| 26  | Alto Katanga     | Lubumbashi | Katanga           |

### Territorios

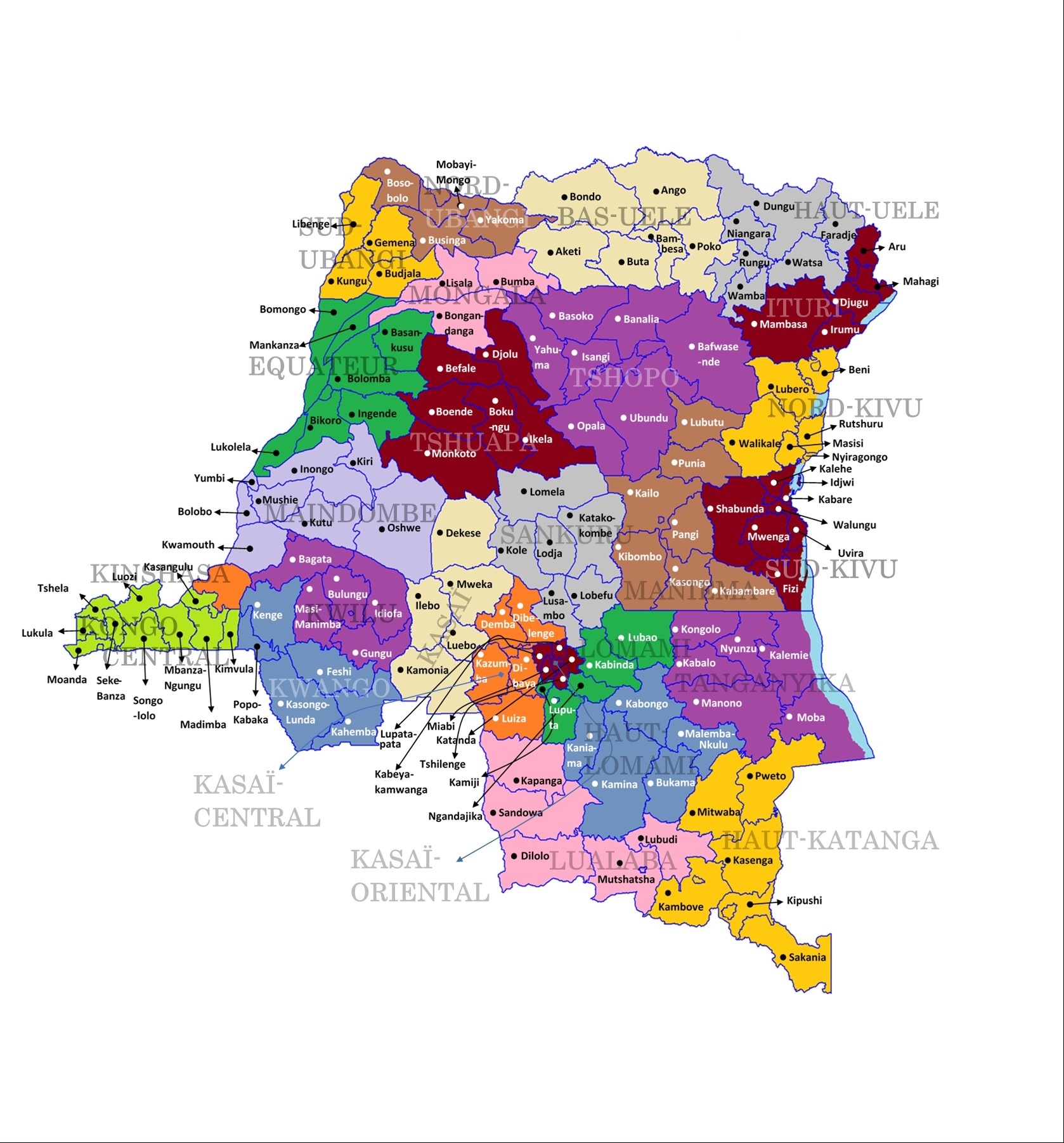
Mapa que muestra los territorios de la República Democrática del Congo por provincia.

Los territorios de la República Democrática del Congo son divisiones administrativas de las provincias. Los territorios se dividen a su vez en sectores, jefaturas y comunas. Están dirigidos por un administrador y, en su mayoría, toman el nombre de la ciudad que constituye su centro administrativo. Existen 145 territorios.

### Ciudades
Las ciudades de la República Democrática del Congo son divisiones administrativas de las provincias, con la excepción de Kinsasa, que a su vez tiene estatus de provincia. Las ciudades se dividen a su vez en comunas. Están dirigidas por alcaldes, excepto Kinsasa, que está dirigida por un gobernador.

### Jefaturas y sectores
En la República Democrática del Congo, las jefaturas (chefferies) y los sectores (secteurs) son divisiones administrativas rurales de territorios (territoires). Se subdividen en agrupaciones (groupements), que a su vez se dividen en aldeas. Las jefaturas y agrupaciones están dirigidas por líderes tradicionales reconocidos oficialmente por el gobierno, mientras que los jefes de sector son nombrados directamente por este.

### Comunas
Las comunas de la República Democrática del Congo son divisiones administrativas de ciudades y territorios. Están dirigidas por burgomaestres designados por el gobierno y se dividen a su vez en cuadrantes o barrios (quartiers) y agrupaciones incorporadas (groupements incorporé).